# 104. п. н. е.
104. п. н. е. била је година предјулијанског римског календара. У то вријеме била је позната као година конзулства Маријуса и Фимбрије (или, ређе, година 650. Ab urbe condita) и Прва година Тајчуа. Деноминација 104 п. н. е. за ову годину се користи од раног средњег вијека, када је календарска ера Anno Domini постала преовлађујући метод у Европи за именовање година.

## Догађаји

### Римска република
- Рим је увео ванредно стање, јер је пут до Италије отворен за германске освајаче. Гај Марије, освајач Југурте, по други пут је изабран за конзула. Он слави свој тријумф над Југуртом, који је вођен у поворци и бачен у Тулијанум гдје умире од глади.
- Други устанак робова: Атенион покреће побуну робова у Сегести (Сицилија).

### Јудеја
- Аристобул I насљеђује Јована Хиркана поставши краљ и првосвештеник Јудеје, све до 103. п. н. е.

## Рођења
- Јулија, мајка Марка Антонија.
- Сервилија, љубавница Јулија Цезара.[1]